# 明月岛
明月岛为中华人民共和国黑龙江省齐齐哈尔市嫩江上的一座江心岛，形状似一弯明月。明月岛风景区始建于1981年，1984年更名为“明月岛风景区”。景区位于齐齐哈尔市西北部，距市区2公里。

## 景点

### 明月岛小火车
该小火车里程4.5公里，由齐齐哈尔市委托哈尔滨铁路局以及齐齐哈尔铁路分局于1985年6月1日建成的小火车类游乐设施，该小火车于2013年曾被水毁，于2019年6月1日重开。
恢复运行后，全程运行30分钟。可载游人250余位，沿线有5个车站，这既是一个游乐项目，也是一个交通工具。重开当天，共运行17次。